# Туризм Есватіні

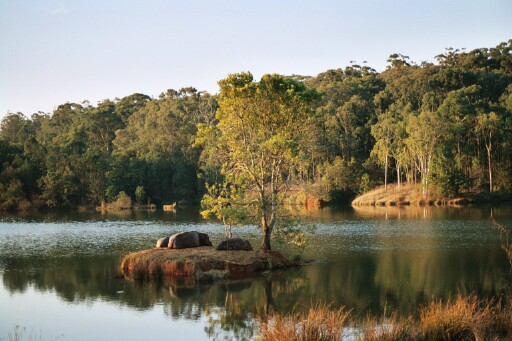
Озеро з бегемотами в заповіднику Млілвейн

Туризм Королівства Есватіні достатньо добре розвинений, ця країна є надзвичайно екзотична, що в туристичному плані, що в плані природи.
В Есватіні не розвинені всі види туризму адже ця країна не є розвиненою в економічному плані. Розвинені такі види туризму як:
- виїзний
- пригодницький
- хобі туризм

Саме ці види туризму розвинені тому, що в Есватіні більшість корінного населення — аборигени, отже розвиток внутрішнього туризму на міжнародному ринку відсутній.